# Richard Dix
Richard Dix, pseudonimo di Ernest Carlton Brimmer (Saint Paul, 18 luglio 1893 – Los Angeles, 20 settembre 1949), è stato un attore statunitense.
Fu un popolare attore della casa produttrice RKO tra il 1929 e il 1943. Ebbe una candidatura all'Oscar al miglior attore protagonista per I pionieri del West (1931) di Wesley Ruggles.

## Biografia
Prima di diventare attore, Dix aveva coltivato ambizioni differenti di carriera (chirurgo, banchiere, architetto) ma seguì la strada del teatro di repertorio e si affermò ben presto in ruoli di protagonista. Nel 1921 firmò un contratto con il produttore cinematografico Sam Goldwyn e apparve nel film Not Guilty, nel quale interpretò il doppio ruolo dei gemelli Paul e Arthur Ellison. 
Durante tutta l'epoca del muto, Dix fu un divo del western con innumerevoli interpretazioni di cowboy onesti e virili, e ricoprì per due volte il ruolo di un indiano, prima in Stirpe eroica (1925) di George B. Seitz e poi in Redskin (1928) di Victor Schertzinger, due pellicole che misero in una certa discussione il trattamento riservato agli indiani.
Con l'avvento del sonoro passò per qualche tempo a interpretare ruoli storici e pionieri, raggiungendo l'apice della carriera con la parte di Yancey Cravat nell'epico I pionieri del West (1931) e, durante la fase del declino artistico, si cimentò con parti più complesse di personaggi nevrotici e problematici. Nel 1943 partecipò al film La città rubata.

## Filmografia parziale

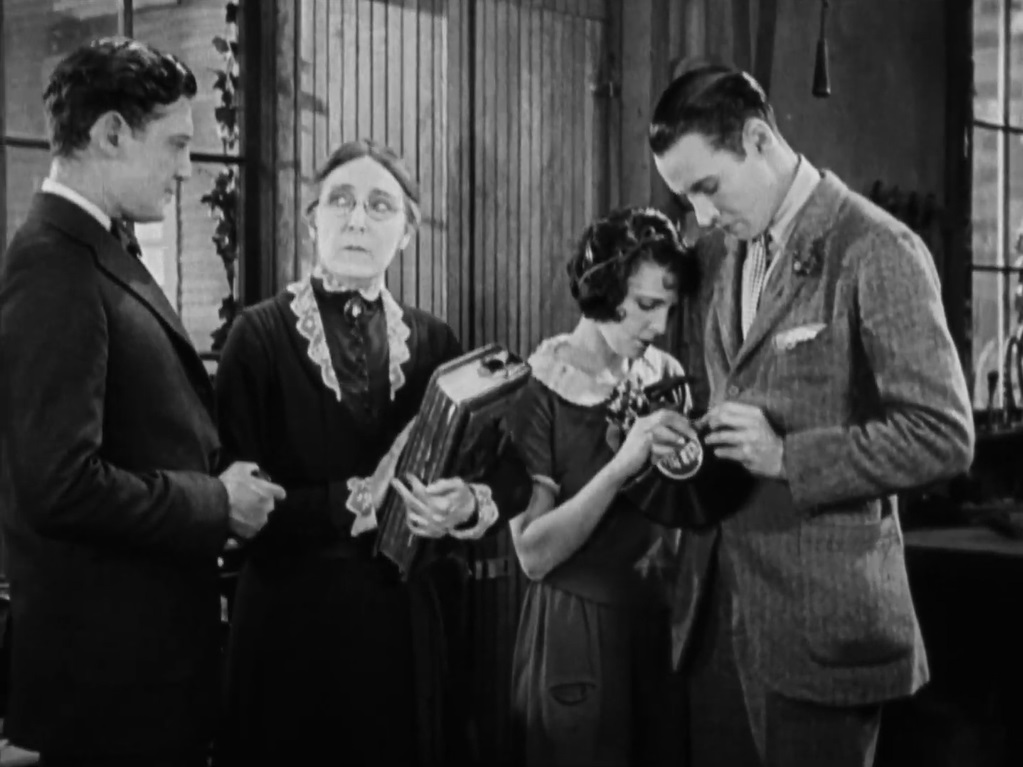
Richard Dix (a sinistra) in I dieci comandamenti (1923)

- One of Many, regia di Christy Cabanne (1917)
- Not Guilty, regia di Sidney Franklin (1921)
- Fools First, regia di Marshall Neilan (1922)
- The Christian, regia di Maurice Tourneur (1923)
- La donna dalle quattro facce (The Woman with Four Faces), regia di Herbert Brenon (1923)
- I dieci comandamenti (The Ten Commandments), regia di Cecil B. DeMille (1923)
- The Call of the Canyon, regia di Victor Fleming (1923)
- Quicksands, regia di Jack Conway (1923)
- Icebound, regia di William C. deMille (1924)
- Stirpe eroica (The Vanishing American), regia di George B. Seitz (1925)
- Il bolide n. 13 (The Lucky Devil), regia di Frank Tuttle (1925)
- Giovinezza (Fascinating Youth), regia di Sam Wood (1926)
- Let's Get Married, regia di Gregory La Cava (1926)
- Foot Ball (The Quarterback), regia di Fred C. Newmeyer (1926)
- Sporting Goods, regia di Malcolm St. Clair (1928)
- Ladro suo malgrado (Easy Come, Easy Go), regia di Frank Tuttle (1928)
- Warming Up, regia di Fred C. Newmeyer (1928)
- Moran of the Marines, regia di Frank R. Strayer (1928)
- The Love Doctor, regia di Melville W. Brown (1929)
- Redskin, regia di Victor Schertzinger (1929)
- The Wheel of Life, regia di Victor Schertzinger (1929)
- Le sette chiavi (Seven Keys to Baldpate), regia di Reginald Barker (1929)
- I pionieri del West (Cimarron), regia di Wesley Ruggles (1931)
- Eroi senza gloria (Secret Service), regia di J. Walter Ruben (1931)
- L'ultima squadriglia (The Lost Squadron), regia di George Archainbaud (1931)
- I conquistatori (The Conquerors), regia di William Wellman (1932)
- Stingari il bandito sentimentale (Stingaree), regia di William Wellman (1934)
- La strage di Alamo (Man of Conquest), regia di George Nichols Jr. (1939)
- Odio di sangue (Badlands of Dakota), regia di Alfred E. Green (1941)
- Terra di conquista (American Empire), regia di William C. McGann (1942)
- I conquistatori del West (Bucksin Frontier), regia di Lesley Selander (1943)
- La città rubata (The Kansan), regia di George Archainbaud (1943)
- Il capo famiglia (Top Man), regia di Charles Lamont (1943)
- The Ghost Ship, regia di Mark Robson (1943)
- Nessuno sa il proprio destino (The Whistler), regia di William Castle (1944)
- L'asso di picche (The Power of the Whistler), regia di Lew Landers (1945)

## Doppiatori italiani
- Emilio Cigoli in La città rubata